# Cruzille
Cruzille é uma comuna francesa na região administrativa de Borgonha-Franco-Condado, no departamento Saône-et-Loire. Estende-se por uma área de 11,05 km². Em 2010 a comuna tinha 328 habitantes (densidade: 29,7 hab./km²).